# Alessandro di Roma
Alessandro di Roma (Roma, ... – Roma, 10 luglio 165) è stato un martire cristiano, venerato sia dalla Chiesa cattolica che da quella ortodossa: la sua ricorrenza è per la prima il 10 luglio mentre per la seconda il 13 maggio.

## Agiografia
Alessandro fu uno dei sette fratelli che con lui furono martirizzati: Felice, Filippo, Gennaro, Marziale, Silvano e Vitale sotto l'impero di Antonino Pio. Secondo una leggenda, peraltro non suffragata da riscontri attendibili, erano figli di santa Felicita, sepolta nelle catacombe della via Salaria in Roma e celebrata il 23 novembre.

## Culto
La Chiesa cattolica lo ricorda il giorno 10 luglio: Dal Martirologio Romano: "A Roma, santi martiri Felice e Filippo nel cimitero di Priscilla, Vitale, Marziale e Alessandro in quello dei Giordani, Silano in quello di Massimo, e Gennaro in quello di Pretestato: della loro congiunta memoria si rallegra la Chiesa di Roma, in un solo giorno glorificata da tanti trionfi, perché da tanta messe di esempi trae il sostegno di un'abbondante intercessione".
Nell'inverno fra l'850 e l'851 le sue taumaturgiche reliquie sarebbero state trasferite da Waltbraht (o Waltbert), conte di Lerigau e nipote diretto del leader dei sassoni Vitichindo, nella zona orientale di Wildeshausen (a sud di Brema), ove Waltbraht aveva fondato una collegiata di canonici.
Nel XII secolo le reliquie furono traslate nel Monastero di Neuwerk, nei pressi di Halle, e a Ottobeuren: la splendida basilica barocca di Ottobeuren è dedicata a sant'Alessandro di Roma insieme a san Teodoro di Sion.